# Reggie Torian
Reginald „Reggie“ Torian Jr. (* 22. April 1975 in Harvey, Illinois) ist ein ehemaliger US-amerikanischer Leichtathlet, der sich auf den 110-Meter-Hürdenlauf spezialisiert hat. Seinen größten Erfolg feierte er mit dem Vizehallenweltmeistertitel über 60 m Hürden im Jahr 1999.

## Sportliche Laufbahn
Reggie Torian absolvierte ein Studium an der University of Wisconsin–Madison und spielte dort auch American Football. 1997 wurde er NCAA-Collegemeister im 110-Meter-Hürdenlauf und im selben Jahr startete er bei den Weltmeisterschaften in Athen und schied dort mit 13,64 s im Viertelfinale aus. 1998 gelangte er beim IAAF World Cup in Johannesburg mit 30,29 s auf Rang sieben und 1999 gewann er bei den Hallenweltmeisterschaften in Maebashi in 7,40 s die Silbermedaille im 60-Meter-Hürdenlauf hinter dem Briten Colin Jackson. 2001 beendete er dann seine aktive sportliche Karriere im Alter von 26 Jahren.
1998 wurde Torian US-amerikanischer Meister im 110-Meter-Hürdenlauf und in den Jahren 1997 und 1999 wurde er zudem Hallenmeister über 60 m Hürden.

## Persönliche Bestzeiten
- 110 m Hürden: 13,03 s (+1,0 m/s), 21. Juni 1998 in New Orleans
  - 60 m Hürden (Halle): 7,38 s, 27. Februar 1999 in Atlanta